# Diodoro Crono
Diodoro Crono (in greco Διόδωρος Χρόνος; ... – 284 a.C.) è stato un filosofo greco antico.
Tradizionalmente considerato un esponente  della scuola megarica, dopo il saggio di David Sedley Diodorus Cronus and Hellenistic Philosophy (1977) è ora considerato, con Filone il dialettico, il maggiore esponente della Scuola dialettica.
Secondo la testimonianza di Strabone fu allievo di Apollonio Crono. La sua fama è legata in particolare al suo argomento dominatore (ὁ κυριεύων λόγος, ho kurieuôn logos), di cui ci è pervenuta testimonianza tramite Epitteto. Si tratta di tre proposizioni incompatibili: Diodoro utilizza le prime due per negare l'ultima.
Ecco le tre proposizioni:
1. tutto ciò che è veramente avvenuto in passato è necessario;
2. l'impossibile non consegue al possibile;
3. il possibile è ciò che non è vero né nel presente né nel futuro.[3]

Negare la terza proposizione significa negare la contingenza, sostenere quindi che tutto è necessario.
L'idea è che se ciò che è passato è necessario allora ciò che non è stato nel passato è impossibile. Ma siccome dal possibile non deriva l'impossibile, allora ciò che non è stato (che ora è impossibile) non poteva essere possibile prima. Quindi ciò che non è stato è sempre stato impossibile. Dunque tutto ciò che è possibile si realizza. Dunque tutto ciò che è è necessario.
Aristotele probabilmente conosceva l'argomento dominatore. Secondo alcuni interpreti è proprio contro Diodoro che polemizzava nel De Interpretatione, 9. Secondo altri è piuttosto in Metafisica, 9 (più tardo) che Aristotele si riferiva a Diodoro, poiché l'argomento non sarebbe ancora stato sviluppato quando scrisse il De Interpretatione.
Tale interpretazione nega appunto la distinzione metafisica fra potenza e atto, facendo equivalere il poter essere (la materia informe) con l'essere di Parmenide. In questo modo, viene negata la trascendenza di Dio.